# 揚基港

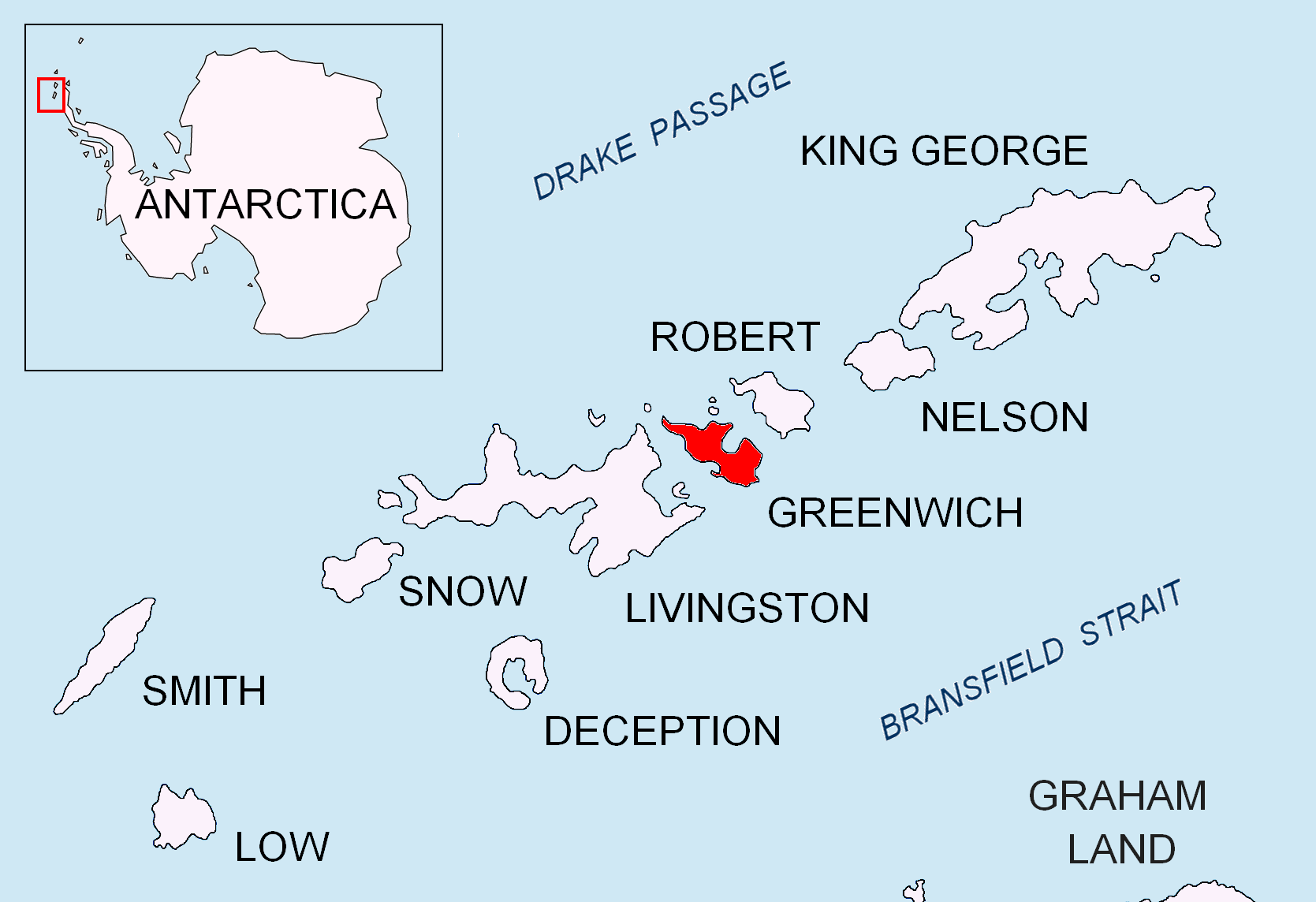

揚基港（英語：Yankee Harbour）是南極洲的海港，位於南設得蘭群島中格林尼治島西南部，長2.35公里、寬1.6公里，該地區被國際鳥盟列為重點鳥區，是巴布亞企鵝、白鞘嘴鷗等鳥類的棲息地。
62°32′S 59°47′W / 62.533°S 59.783°W